# アストンマーティン・DB2
DB2は、イギリスの高級スポーツカーメーカー・アストンマーティン・ラゴンダが1950年5月-1959年7月まで製造したスポーツカーである。プロトタイプが1949年のル・マン24時間レースに出走した後、1950年4月のニューヨーク国際オートショーで市販モデルが初公開された。

## 概要

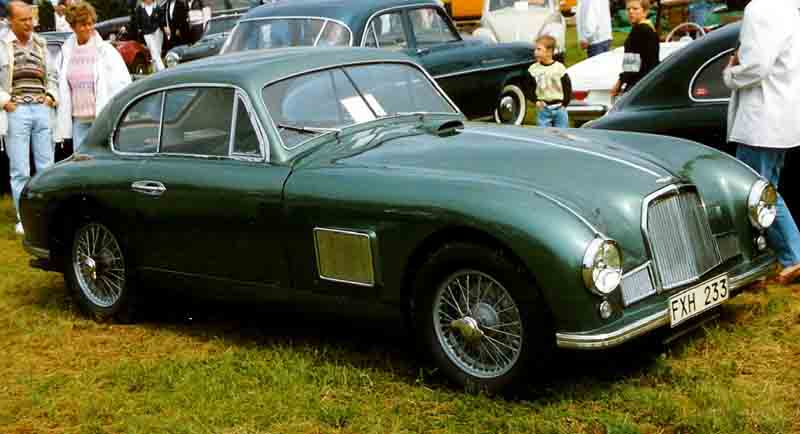
DB2クーペ（初期型）

### DB2（1950-1953年）
実業家デヴィッド・ブラウン（David Brown ）の経営となって最初の市販車となった2リットル・スポーツ（DB2の登場後、DB1と呼ばれるようになった）のエンジンはOHV4気筒1,970ccに過ぎなかったが、後継車として開発されたDB2には、ウォルター・オーウェン・ベントレー設計でラゴンダ（Lagonda）が製造した水冷直列6気筒の鋳鉄製ブロックのVB6E型DOHCエンジンが搭載され、性能面では長足の進歩を遂げていた。2.6リットルの標準仕様では2基のSU製キャブレターから105英馬力（以降hp）を、1951年1月に追加された高性能版の「ヴァンテージ」（Vantage ）仕様では圧縮比を8.16:1にアップし大径のキャブレターを装着し125hpを発揮した。この結果動力性能は飛躍的に進歩し、イギリスの自動車誌「ザ・モーター」（The Motor ）のテストでは標準型でも最高速度187.3キロメートル毎時（以降km/h）、0-60マイル毎時（97km/h）加速11.2秒という、今日の路上でも通用するほどの動力性能を発揮した。
シャシーはDB1と同じくクロード・ヒル（Claude Hill ）の設計で、比較的太い角断面鋼管組みで主構造を形成し、フランク・フィーリー（Frank Feeley ）がデザインしたアルミニウム製ボディが被せられた。このボディはフェンダーが車体に完全に融合した戦後型の2ドア・クーペとなり、DB1の過渡的なデザインとは著しい対照を示している。後部には小さなトランクリッドがあったがこれはスペアタイヤのためのもので、手荷物は室内から出し入れされた。
モータースポーツでも活躍し、1950年のル・マン24時間レースでクラス優勝を遂げ、英国を代表する高性能スポーツカーブランドとしてのアストンマーティンのイメージはこのDB2によって確固たるものとなった。デビューがニューヨーク国際オートショーであったことに示されているように対米輸出もDB2から本格化した。
411台が作られ、最初の49台には独立したサイドグリルと、ボディサイドの四角い通気グリルが特徴となっていた。その後のモデルではサイドグリルは廃され、フロントグリルも一体的なデザインに改められた。また、生産台数のうち102台は1950年の後半になって追加された2ドア・ドロップヘッドクーペであった。

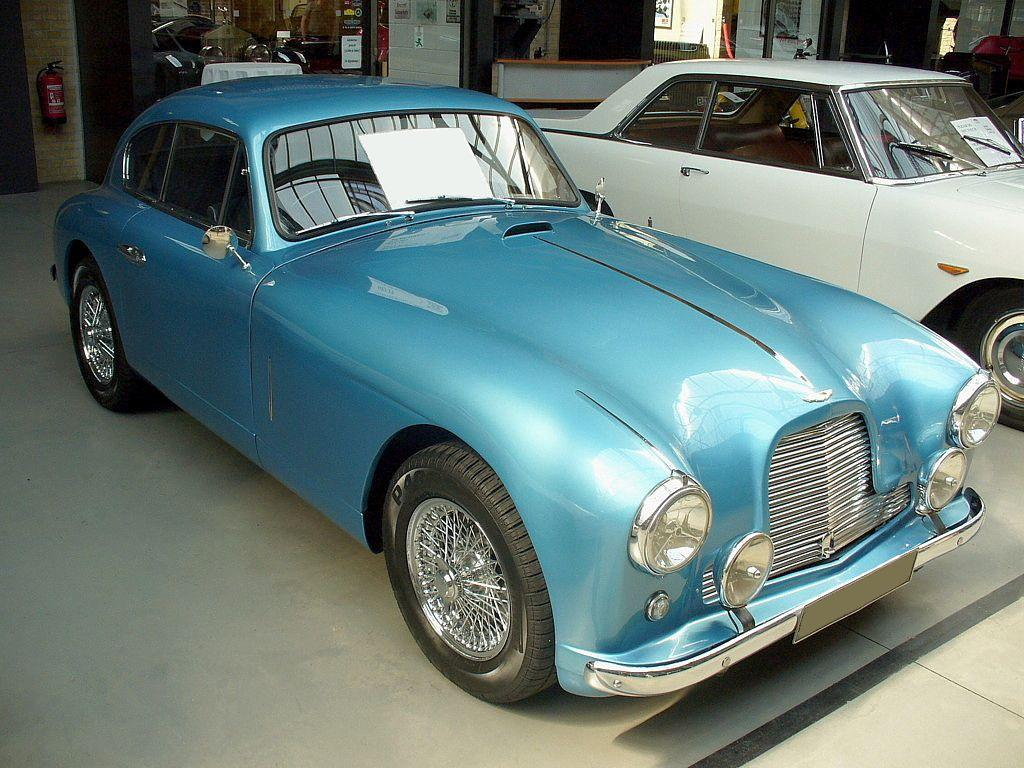
DB2/4マークI

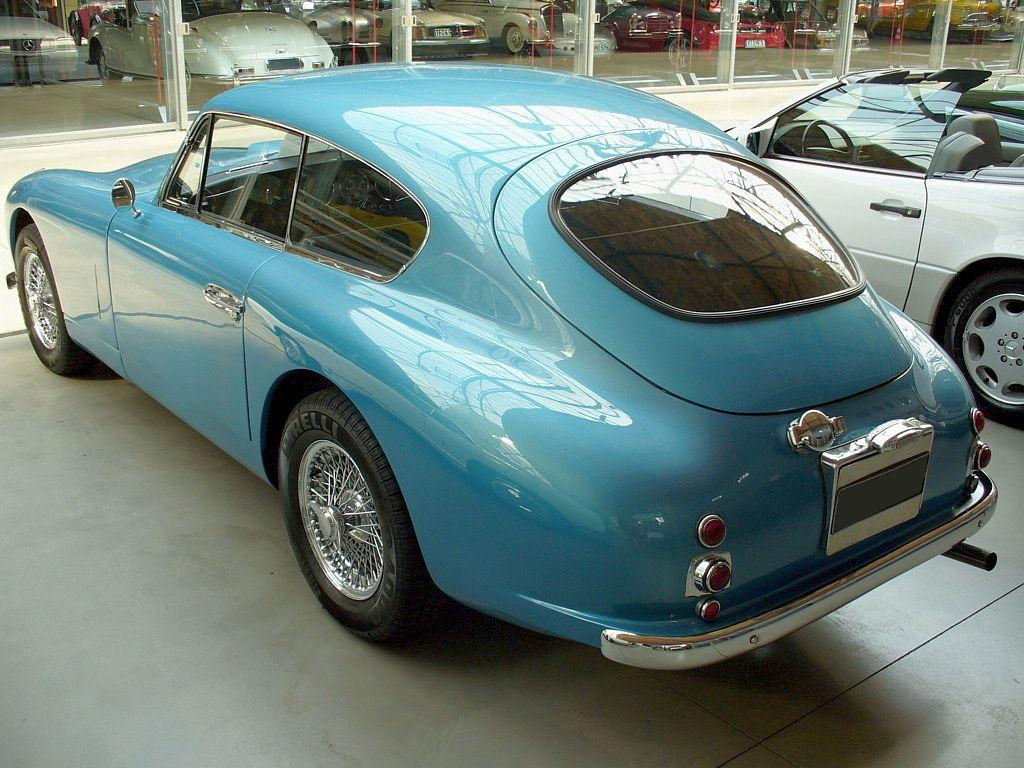
リアビュー

### DB2/4（1953-1957年）
1953年10月に登場したDB2/4はDB2を2+2座席とし、スペアタイヤ用だったトランクリッドをバックドアに改めたモデルで、折りたたみ式のリアシートも装備されており、今日のハッチバック型スポーツクーペの元祖と言うべき一台である。DB2時代同様にドロップヘッド・クーペも用意された。その他外観上では曲面フロントウインドシールドガラス、大型化されたバンパー、ヘッドランプの高さ変更などで識別される。 エンジンは当初はDB2のVB6E型を踏襲したが、1954年半ばにはVB6/J型・2,922 cc 140 hpに強化され、最高速度は193 km/hに達した。
DB2/4も1955年のラリー・モンテカルロやミッレミリアに出場したが、この頃になるとアストンマーティンのレース活動はレーシングモデルであるDB3（英語版）が中心となっていた。
1955年にはDB2/4マークIIに発展した。エンジンはDB3Sでの経験を採り入れた大径バルブを採用して165 hpに強化され、流行に影響されてボディには小さなテールフィンが追加された。リアランプ自体は当時のヒルマン・ミンクスのものを流用した。また2シーターで普通のトランクリッド付きのフィックストヘッドクーペも追加された。
なお、マークIIになって車体の製造は従来のフェルサム（Feltham ）からティックフォード（Tickford ）に移管されたが、ここもデヴィッド・ブラウンが1954年に買収した会社であった。後年DB4が登場する頃になると、アストンマーティンの生産工程全体がティックフォードのあるニューポート・パグネル（Newport Pagnell ）に集約されていく。
DB2/4の生産台数は764台、マークIが565台（うちドロップヘッド102台、ベルトーネ製スパイダー4から5台）、マークIIが199台（ドロップヘッド16台、フィックストヘッド34台、カロッツェリア・トゥーリング製スパイダー3台）であった。

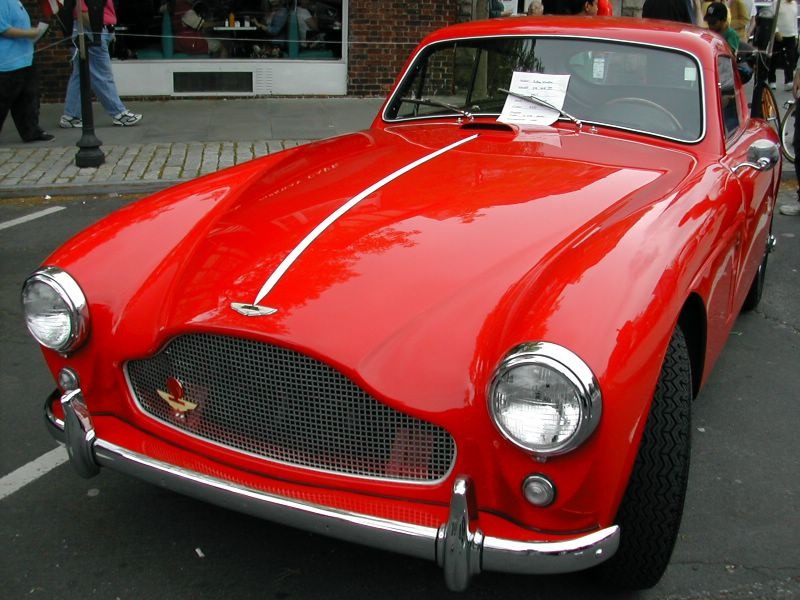
DBマークIII

### DBマークIII（1957-1959年）
1957年3月に登場したDBマークIII（通常単にアストンマーティン・マークIIIと呼ばれる）はDB2/4マークIIの改良型で、DB3Sに似た金網張りのシンプルなフロントグリル、新しいダッシュボード、油圧式クラッチ装着などの改良が行われ、トランスミッションもレイコック・ド・ノーマンヴィル（Laycock-de Normanville ）のオーバードライブ、さらにはオートマチックトランスミッション仕様さえも選択できるようになった。リアランプはやはり流用品だったが、ハンバー・ホークのものに換えられた。
当初ドラムブレーキが装着されたが、最初の100台生産後に前輪がディスクブレーキとなり、初期型の多くもディスクブレーキ仕様に改造された。
標準型はDBAと呼ばれ、SUツインキャブ162 hpとマークIIとほぼ同一の性能であったが、オプションのデュアルエグゾーストシステムを装着すると178 hpを発揮し、このスペックでは0 - 60 mph加速9.3秒、最高速度193 km/hであった。オプションのDBB ではトリプルチョーク型ウェーバー製キャブレター2基、ハイリフト・カムシャフトの採用で195 hpまで引き上げられた。また両車の中間的な性能を持つSUトリプルキャブ180 hpのDBDもあり、こちらの方がDBBより多く生産された。
DBマークIIIは551台が生産され、内訳はハッチバック462台、ドロップヘッド84台、フィックストヘッド5台であった。

## その他
- アルフレッド・ヒッチコックの映画『鳥』に、DB2/4ドロップヘッド・クーペが登場する。
- イアン・フレミングの小説『ゴールドフィンガー』で、ジェームズ・ボンドがDBマークIII[注釈 3]を運転している。秘密情報部によりバンパーの補強、ホーマー受信機の搭載など改造が施され、ガジェットが装備された自動車が登場するのは小説では本作のみである。